# Marielle Gallo
Pour les articles homonymes, voir Gallo (homonymie).
Marielle Gallo, née Marielle Henriette Blanche Boullier le 19 mai 1949 à Lons-le-Saunier, est une juriste, femme politique et écrivain française.
Membre de La Gauche moderne, dont elle est un temps la porte-parole, elle soutient la majorité présidentielle pendant le quinquennat de Nicolas Sarkozy. Elle est députée européenne de 2009 à 2014, siégeant au sein du groupe PPE (droite et centre-droit).

## Biographie

### Études
Marielle Boullier-Gallo est titulaire d'un DEA de droit privé général Panthéon-Sorbonne, qu’elle finance en étant mannequin. Elle exercera la profession d'avocat au barreau de Paris à partir de 1978. Au début des années 1980, elle crée son cabinet d'avocat.

### Vie privée
Marielle Gallo est mère de trois fils. À partir de 1993, elle est la compagne puis l'épouse de l'historien et académicien Max Gallo.

### Carrière d'écrivain
Marielle Gallo est également écrivain sous le nom de Marielle Gallet. Elle a notamment écrit :
- L’Hibiscus, Balland, 1974.
- Le Faiseur d’amour, Albin Michel, 1986  (ISBN 978-2-226-02690-3)
- Une femme dans la ville, Stock, 1995  (ISBN 978-2-234-04416-6)
- L’Ombre de l’acacia, Éd. du Rocher, 1997  (ISBN 978-2-268-02549-0)
- Une femme entretenue, Éd. Albin Michel, 1999  (ISBN 2-226-10710-X)
- La Passion d’Églantine Verpillat, Éd. Annie Carrière, 2001  (ISBN 2-84337-157-0)
- La Dormance, Éd. Plon, 2004  (ISBN 978-2-259-19938-4)
- Votre esclave, Madame, Éd. du Rocher, 2005  (ISBN 978-2-268-05402-5)[3]
- Homo erectus, 2009[4]
- Bella Ciao, Éd. Grasset & Fasquelle, mars 2017  (ISBN 978-2-246-86372-4)

### Parcours politique
Marielle Gallo est candidate aux élections législatives de 1993 à Paris, sous l'étiquette du Mouvement des citoyens.
En 2007, elle rejoint La Gauche moderne, parti politique créé par Jean-Marie Bockel. Elle devient membre du bureau national en 2008 et porte-parole du parti en 2009,.
Lors des élections européennes de 2009, elle est candidate en 4e position sur la liste « Majorité présidentielle » conduite par Michel Barnier de la circonscription Île-de-France. Elle est élue députée européenne le 7 juin 2009 et devient membre du bureau du Groupe du Parti populaire européen.
Au sein du Parlement, Marielle Gallo est membre de la Commission des affaires juridiques (JURI). Elle est vice-coordinatrice de son groupe politique au sein de cette commission, c'est-à-dire qu'elle est, à côté du coordinateur, porte-parole du PPE. Elle est aussi présidente d'un groupe de travail sur les droits d'auteur qui a pris fin en juin 2011, créé sous la précédente mandature par la commission JURI sur proposition de Jacques Toubon, dont l'objectif était de développer une réflexion sur le droit d'auteur dans le cadre législatif de l'Union européenne. Marielle Gallo est également membre de la commission parlementaire du marché intérieur et de la protection du consommateur.
En 2009, Marielle Gallo est chargée de rédiger un rapport d'initiative sur l'application des droits de propriété intellectuelle dans l'Union européenne. Le rapport, sans valeur législative, est adopté par le Parlement européen le 22 septembre 2010 par 328 votes pour, 245 contre et 81 abstentions.
Ce rapport suscite une vive controverse. Selon Marielle Gallo, il vise à « lutter de manière efficace contre les phénomènes de la contrefaçon et du piratage y compris le piratage en ligne ». Il est soutenu notamment par le Groupe du Parti populaire européen. Ses opposants au Parlement dénoncent « un discours orienté sur l’industrie de la culture, [qui] n’est pas là pour protéger le consommateur ». La tonalité très répressive du rapport est également critiquée par l'opposition au sein du Parlement et par des associations, car il est favorable à des dispositifs de sanction qui contournent les autorités judiciaires. Selon le site d'actualité sur l'informatique Numerama, il est « tellement caricatural qu'il en devient risible ». Pour Reporters sans frontières, il présente « de forts risques d’entraves des libertés individuelles, notamment de la liberté d’expression ». Quelques jours avant le vote du rapport, l'Association de producteurs de cinéma et de télévision transmet aux députés européens une pétition signée par une centaine de réalisateurs de films, appelant à soutenir le rapport Gallo. Des associations de défense des internautes et le Parti pirate, qui dispose d'un élu au Parlement, relèvent que la pétition est fausse : nombre des signataires sont inactifs, décédés ou ont démenti avoir signé la pétition. Marielle Gallo dénonce pour sa part ces accusations.
Les autres actions majeures du mandat de la députée européenne sont l'adoption à la quasi-unanimité de la directive relative à la gestion collective des droits d'auteur et des droits voisins et la concession de licences multi-territoriales de droits portant sur des œuvres musicales en vue de leur utilisation en ligne dans le marché intérieur, ainsi que le soutien à l'introduction d'une clause "anti surveillance du net" (afin de protéger les citoyens européens contre le cyber-espionnage) dans la proposition de règlement général sur la protection des données personnelles, intitulé "droit à être oublié" par le Parlement européen, adopté le 18 mars 2013.
En juillet 2012, elle fait partie des 21 députés Français à avoir voté pour ACTA,.
Pendant son mandat, Marielle Gallo a œuvré pour faire avancer les droits des femmes, notamment en sensibilisant les députés européens et autres décideurs politiques à propos des discriminations et violences qu'elles subissent. Elle a fait partie d'un groupe de députés européens qui ont monté plusieurs pièces de théâtre à ce sujet au sein du Parlement européen.
En février 2012, elle devient membre du « Comité national pour une France moderne et plus juste avec Nicolas Sarkozy », comité de soutien de la candidature de Nicolas Sarkozy. Ce comité a été créé par Jean-Marie Bockel, sénateur de La Gauche moderne, et avait pour but de rassembler des personnes de centre gauche.
Elle est membre fondateur de l'Union de démocrates et Indépendants (UDI), le parti créé par Jean-Louis Borloo. Elle quitte le parti en 2014, dénonçant la « débandade devant le MoDem » et son « élimination des places éligibles aux élections européennes ». Son mandat de députée prend fin le 30 juin 2014.